# Egon Schwan
Egon Schwan (* 4. Oktober 1930) ist ein ehemaliger deutscher Fußballspieler.

## Sportlicher Werdegang
Schwan spielte bis 1951 beim hessischen Amateurklub BC Sinn, anschließend schloss er sich Eintracht Frankfurt an. Hier kam er im Sommer 1952 zunächst im Wettbewerb um den Süddeutschen Pokal 1951/52 unter Trainer Kurt Windmann als Stammspieler zum Einsatz, verpasste mit dem Klub aber als Gruppenzweiter die Finalspiele. Anschließend kam er in der Spielzeit 1952/53 in der Oberliga Süd zu zwei Einsätzen, als die Mannschaft als Oberligameister in die Endrunde um die Deutsche Fußballmeisterschaft 1952/53 einzog. Hier kam er nochmals beim 4:1-Erfolg gegen Holstein Kiel in der Gruppenphase zum Einsatz und erzielte das Tor zum Schlussstand, die Presse berichtete jedoch über eine schlechte Einbindung ins Spiel der Mannschaft. Letztlich verpasste die Eintracht als Gruppenzweiter hinter dem späteren Titelträger 1. FC Kaiserslautern den Finaleinzug.
Im Sommer 1953 wechselte Schwan zur SpVgg Herten in die II. Division West, mit dem Klub erreichte er in der Spielzeit 1953/54 den fünften Tabellenplatz. Anschließend zog er zu Fortuna Düsseldorf in die Oberliga West weiter. Hier konnte er sich jedoch ebenso nicht im Oberliga-Fußball durchsetzen, nach sechs Meisterschaftsspielen kehrte er 1955 zu seinem Heimatverein BC Sinn zurück.